# Pip (gestionnaire de paquets)
pip est un gestionnaire de paquets utilisé pour installer et gérer des paquets écrits en Python. De nombreux paquets peuvent être trouvés sur le dépôt Python Package Index (PyPI).
À partir des versions 2.7.9 et 3.4, pip est inclus par défaut dans la distribution officielle du langage.
pip est un acronyme récursif qui correspond à la fois à « Pip Installs Packages » ou à « Pip Installs Python »,.

## Interface en ligne de commande

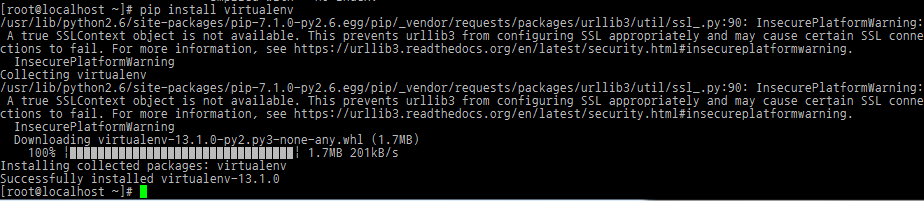
Une sortie de pip virtualenv.

Un des avantages majeurs de pip est la facilité de son interface en ligne de commande, qui rend l'installation de paquets applicatifs Python aussi simple que de taper une commande :
pip install nom-du-paquet
Les utilisateurs peuvent tout aussi simplement désinstaller les paquets installés à l'aide de la commande précédente :
pip uninstall nom-du-paquet
Plus important, pip propose une fonctionnalité permettant de gérer des listes de paquets ainsi que leurs numéros de version, au travers d'un fichier de prérequis. Ceci permet de recréer efficacement un groupe entier de paquets sur un nouvel environnement (par exemple un nouvel ordinateur) ou un nouvel environnement virtuel. Ceci est permis par un fichier requirements.txt  correctement formaté ainsi que la commande
suivante :
pip install -r requirements.txt
L'installation de certains paquets pour une version spécifique de Python est possible à l'aide de cette commande, où [version] est remplacé par 2, 3, 3.4, etc.:
pip[version] install nom-du-paquet

## Utilisation dans l'hébergement web
pip est utilisé pour soutenir l'utilisation de Python dans des services de cloud computing, tels que Heroku.